# Timati
Timati (ros. Тимати), właśc. Timur Ildarowicz Junusow (ros. Тиму́р Ильда́рович Юну́сов; ur. 15 sierpnia 1983 w Moskwie) – rosyjski raper, piosenkarz i aktor.

## Młodość
Jest pierwszym synem Tatara Ildara Junusowa i Żydówki Simony Junusowej (z domu: Czerwomorskiej). Ma młodszego brata, Artioma. Jest wnukiem kompozytora i dyrygenta Jakowa Czerwomorskiego.
Ukończył naukę w czteroletniej szkole muzycznej w klasie skrzypiec. Studiował także w Wyższej Szkole Ekonomii w Moskwie, jednak ukończył studia w trakcie trzeciego roku.
Przez trzy lata mieszkał w Los Angeles, potem przeprowadził się do Moskwy.

## Kariera muzyczna

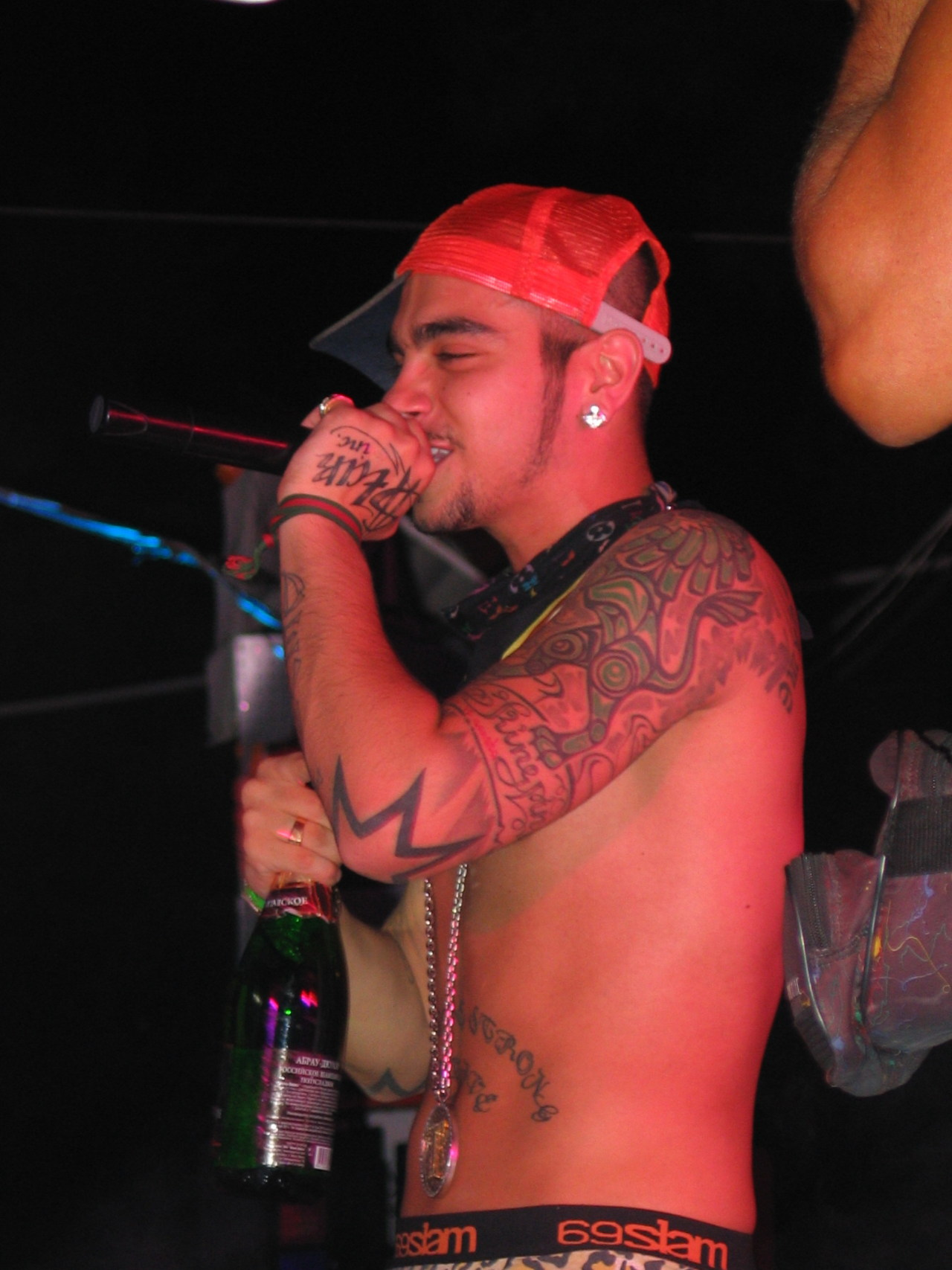
Timati podczas koncertu w klubie Formuła w Gelendżyku, 2006

Na początku kariery muzycznej współpracował z raperem Decłem. Był też członkiem zespołu Banda oraz założycielem grupy V.I.P. 77. W mediach zadebiutował w 2004 udziałem w czwartej edycji programu Pierwyj kanał Fabrika zwiozd. W 2006 wydał debiutancki album studyjny, zatytułowany Black Star.
W 2009 wydał drugi album studyjny pt. The Boss. Płytę promował singlami: „Groove On”, nagranym we współpracy z amerykańskim raperem Snoop Doggiem, „Forever” (z Mario Winansem), „Love You” (z Busta Rhymesem i Mariyą) oraz „Welcome to Saint-Tropez” (z Blue Marine). Również w 2009 udostępnił na rynku pierwszy album kompilacyjny pt. The Best, zawierający największe przeboje w jego dotychczasowym dorobku. W latach 2009–2011 był nominowany do Europejskiej Nagrody Muzycznej MTV dla najlepszego rosyjskiego wykonawcy. W 2011 wydał singiel „Rekwiem po ljubij”, który nagrał w duecie z Grigorijem Pełcem.
W 2012 zakwalifikował się do krajowych eliminacji do 57. Konkursu Piosenki Eurowizji z piosenką „Fantasy”, nagraną w duecie z Aidą. 7 marca zajęli trzecie miejsce w finale selekcji. W czerwcu wydał trzeci album studyjny pt. Swagg, który promował wcześniej wydanymi singlami „Groove On”, „Love You” i „Welcome to St. Tropez”, a także piosenkami „I’m on You” (nagraną z P. Diddym, DJ Antoine’m i Dirty Money) i „Not All About the Money” (z La La Band, Timbalandem i Grooya). Również w 2012 wydał singiel „Tattoo”, w którym zaśpiewali także GeeGun, Anton „wArczun” Zubariew, Aleksandr „Krek” Winokurow, Dienis „Karandasz” Grigorjew i L'One.
Pod koniec października 2013 wydał czwarty album studyjny pt. 13, który promował singlem „Wriemia nie żdiet”. W grudniu 2014 wydał epkę pt. Audio Kapsuła, który promował w trakcie trasy koncertowej. Zapis audiowizualny z występów wydał w formie płyty koncertowej pt. Kapsuła.
W 2016 wydał kolejny album studyjny pt. Olimp.

## Kariera aktorska
W 2005 zadebiutował jako aktor, wcielając się w rolę Supier-Fiedia w filmie Mużskoj siezon. Barchatnaja riewolucyja w reżyserii Olega Stiepczenki. W 2006 zagrał w filmie Żara Fiodora Bondarczuka. W 2008 zagrał w filmie Mariusa Balchunasa Hitler kaput.
W 2006 użyczył głosu postaci Maksa w rosyjskiej wersji językowej filmu animowanego Artur i Minimki

## Pozostała działalność
Jest właścicielem klubu B-Club. Zarządzał też DJ-barem Black October i sklepem E-life.

## Życie prywatne
Jest związany z modelką Aleną Szyszkową. W marcu 2014 został ojcem.
Nocą z 20 na 21 lipca 2018 wraz z Jegorem Kridem w Moskwie na ulicy Wielka Dymitrówka przeprowadzili nieautoryzowaną wielotysięczną, masową imprezę, stworzywszy na dachu samochodu koncert, zablokowawszy uliczny ruch. Dana akcja była poświęcona otwarciu salonu piękności Timatiego. Następnego dnia prawnik Aleksandr Chamińskij podał wniosek o wszczęcie spraw w sprawie tego incydentu do Departamentu Ministerstwa Spraw Wewnętrznych Twerskiego Rejonu i Moskiewskiej Policji Ruchu Drogowego. Sąd w danej sprawie wyznaczył rozprawę na 1 sierpnia 2018.

## Dyskografia

### Albumy studyjne
| Black Star                  | - Data: 30 listopada 2006 - Wydawca: Bonum Studio       | — | —  | —  | —  |
| The Boss                    | - Data: 13 listopada 2009 - Wydawca: Black Star Inc.    | — | —  | —  | —  |
| SWAGG                       | - Data: 1 czerwca 2012 - Wydawca: Black Star Inc.       | 9 | 60 | 31 | 17 |
| 13                          | - Data: 28 października 2013 - Wydawca: Black Star Inc. | — | —  | —  | —  |
| "—" album nie był notowany. |                                                         |   |    |    |    |

## Nagrody i wyróżnienia
| Rok  | Kategoria               | Nagroda                      | Nota      |
| ---- | ----------------------- | ---------------------------- | --------- |
| 2009 | MTV Europe Music Awards | Najlepszy rosyjski wykonawca | Nominacja |
| 2010 | MTV Europe Music Awards | Najlepszy rosyjski wykonawca | Nominacja |
| 2011 | MTV Europe Music Awards | Najlepszy rosyjski wykonawca | Nominacja |